# Chicago Stags
A Chicago Stags egy NBA csapat volt 1946 és 1950 között, Chicagóban.

## Történet

### 1946–1947-es szezon
A BAA első évében a Chicago Stags a nyugati csoportban játszott és 60 mérkőzés után 38 mérkőzést vesztett és 22-t vesztett. Az eredeti rájátszás szerint a két csoportgyőztes játszott az elődöntőben. A Stags itt legyőzte a Washington Capitols-t, majd kikaptak a Philadelphia Warriors ellen a döntőben, 4–1-re.

### 1947–1948-as szezon
A következő szezonban a Stags második lett csoportjukban és a ligában (28–20), egy győzelemmel a St. Louis Bombers mögött. Az első fordulóban a Boston Celtics játszottak. Sorozatban másodjára jutottak az elődöntőbe, ahol kikaptak a későbbi bajnok Baltimore Bullets-től.

### 1948–1949-es szezon
A következő évben a Stags harmadik lett (38–22). A rájátszásba ebben az évben már nyolc csapat játszott hat helyet, így a Stags a Minneapolis Lakers ellen játszottak, ahol a csapat kikapott 2–0 arányban.

### 1949–1950-es szezon
Az utolsó szezonjukban a Stags harmadik lett (40–28) és kikapott a Lakers-től a csoportelődöntőben. 1961-ig ez volt az utolsó NBA-szezon Chicagóban, míg a Chicago Packers nem csatlakozott a ligához.
1950. április 25-én a Tri-Cities Blackhawks draftolta Bob Cousy-t, aki nem írt alá a csapattal. Cousy 10,000 dollárt szeretett volna, míg Ben Kerner csak 6,000-et adott neki. Cousy-t végül eladták a Stags-nek. Mikor a Stags megszűnt, Cousy a Boston Celtics-ben kötött ki.
A Stags egyike volt a hét NBA csapatnak, akik nem sokáig léteztek az NBA-ben: az Anderson Packers, a Sheboygan Red Skins és a Waterloo Hawks az NBPL-ben folytatta, míg a Chicago Stags, a Denver Nuggets és a St. Louis Bombers pedig mind megszűntek.
Az NBA később kétszer is visszatért Chicagóba: először a Packers/Zephyrs, 1961-ben, majd a mai napig is itt játszó Chicago Bulls (1966-tól).

## Fontos játékosok
- Chuck Gilmur
- Chick Halbert
- Paul Huston
- Johnny Jorgensen
- Stan Miasek
- Doyle Parrack
- Andy Phillip
- Gene Rock
- Ken Rollins (olimpiai bajnok 1948-ban)
- Mickey Rottner
- Kenny Sailors
- Ben Schadler
- Jim Seminoff
- Jack Toomay
- Gene Vance
- Max Zaslofsky

### Hírességek csarnoka
| Játékosok    | Játékosok    | Játékosok  | Játékosok | Játékosok |
| #            | Név          | Poszt      | Időszak   | Beiktatva |
| ------------ | ------------ | ---------- | --------- | --------- |
| 19           | Andy Phillip | G          | 1947–1950 | 1961      |
| Edzők        |              |            |           |           |
| Név          | Név          | Poszt      | Időszak   | Beiktatva |
| Harold Olsen | Harold Olsen | Vezetőedző | 1946–1949 | 1959      |

## Szezonok
| Szezon                   | Liga                     | Csoport                  | Helyezés                 | Gy  | V  | Gy%  | GB                                    | Rájátszás                                                                         | Díjak                                 |
| ------------------------ | ------------------------ | ------------------------ | ------------------------ | --- | -- | ---- | ------------------------------------- | --------------------------------------------------------------------------------- | ------------------------------------- |
| 1946–47                  | BAA                      | Nyugati                  | 1.                       | 39  | 22 | .639 | —                                     | Megnyerte a BAA-elődöntőt (Capitols) 4–2 Elvesztette a BAA-döntőt (Warriors) 1–4  |                                       |
| 1947–48                  | BAA                      | Nyugati                  | 3.                       | 28  | 20 | .583 | 1                                     | Megnyerte az első fordulót (Boston) 2–1 Elvesztette a BAA-elődöntőt (Bullets) 0–2 |                                       |
| 1948–49                  | BAA                      | Nyugati                  | 3.                       | 38  | 22 | .633 | 7                                     | Elvesztette a csoportelődöntőt (Lakers) 0–2                                       |                                       |
| 1949–50                  | NBA                      | Központi                 | 3.                       | 40  | 28 | .588 | 11                                    | Elvesztette a csoportelődöntőt (Lakers) 0–2                                       |                                       |
| Alapszakasz teljesítmény | Alapszakasz teljesítmény | Alapszakasz teljesítmény | Alapszakasz teljesítmény | 145 | 92 | .612 | 1946–1950                             | 1946–1950                                                                         | 1946–1950                             |
| Rájátszás teljesítmény   | Rájátszás teljesítmény   | Rájátszás teljesítmény   | Rájátszás teljesítmény   | 8   | 14 | .364 | Rájátszás teljesítmény (sorozat): 3–5 | Rájátszás teljesítmény (sorozat): 3–5                                             | Rájátszás teljesítmény (sorozat): 3–5 |